# Ctenanthe lubbersiana
Ctenanthe lubbersiana är en strimbladsväxtart som först beskrevs av Charles Jacques Édouard Morren, och fick sitt nu gällande namn av August Wilhelm Eichler och Otto Georg Petersen. Ctenanthe lubbersiana ingår i släktet Ctenanthe och familjen strimbladsväxter. Inga underarter finns listade.